# Paul Genz
Paul Genz, nemški general in vojaški zdravnik, * 19. januar 1887, † 13. maj 1947.

## Življenjepis
Med letoma 1938 in 1940 je bil divizijski zdravnik 2. motorizirane pehotne divizije. Do leta 1942 je bil nato glavni zdravnik za 1. tankovsko armado. 
Leta 1944 se je upokojil.